# Марисін (гміна Ухане)
Марисін (пол. Marysin) — село в Польщі, у гміні Ухані Грубешівського повіту Люблінського воєводства.
Населення — 73 особи (2011).
У 1975—1998 роках село належало до Замойського воєводства.

## Демографія
Демографічна структура станом на 31 березня 2011 року:
|          | Загалом | Допрацездатний вік | Працездатний вік | Постпрацездатний вік |
| -------- | ------- | ------------------ | ---------------- | -------------------- |
| Чоловіки | 30      | 9                  | 19               | 2                    |
| Жінки    | 43      | 14                 | 25               | 4                    |
| Разом    | 73      | 23                 | 44               | 6                    |